# Арко (Ајдахо)
Арко (енгл. Arco) град је у америчкој савезној држави Ајдахо.

## Демографија
По попису из 2010. године број становника је 995, што је 31 (-3,0%) становника мање него 2000. године.
| Група             | 2000.       | 2010.       |
| Белци             | 963 (93,9%) | 939 (94,4%) |
| Афроамериканци    | 5 (0,5%)    | 0 (0,0%)    |
| Азијати           | 0 (0,0%)    | 3 (0,3%)    |
| Хиспаноамериканци | 37 (3,6%)   | 30 (3,0%)   |
| Укупно            | 1.026       | 995         |